# L’Espluga de Francolí
L’Espluga de Francolí ist eine Gemeinde (Municipio) mit 3.817 Einwohnern (Stand: 2024) im Südosten Kataloniens in Spanien. Die Gemeinde gehört zur Comarca Conca de Barberà. 
Espluga (Plural: Esplugues) ist die katalanische Bezeichnung für „Höhle“ oder „Grotte“ und Namensteil mehrerer Orte.

## Lage
L’Espluga de Francolí liegt 44 Kilometer nordnordwestlich von Tarragona in einer Höhe von ca. 410 m am Francolí. 

## Bevölkerungsentwicklung
| Jahr      | 1970 | 1981 | 1991 | 2001 | 2011 | 2021 |
| Einwohner | 3181 | 3549 | 3605 | 3636 | 3923 | 3717 |

## Sehenswürdigkeiten

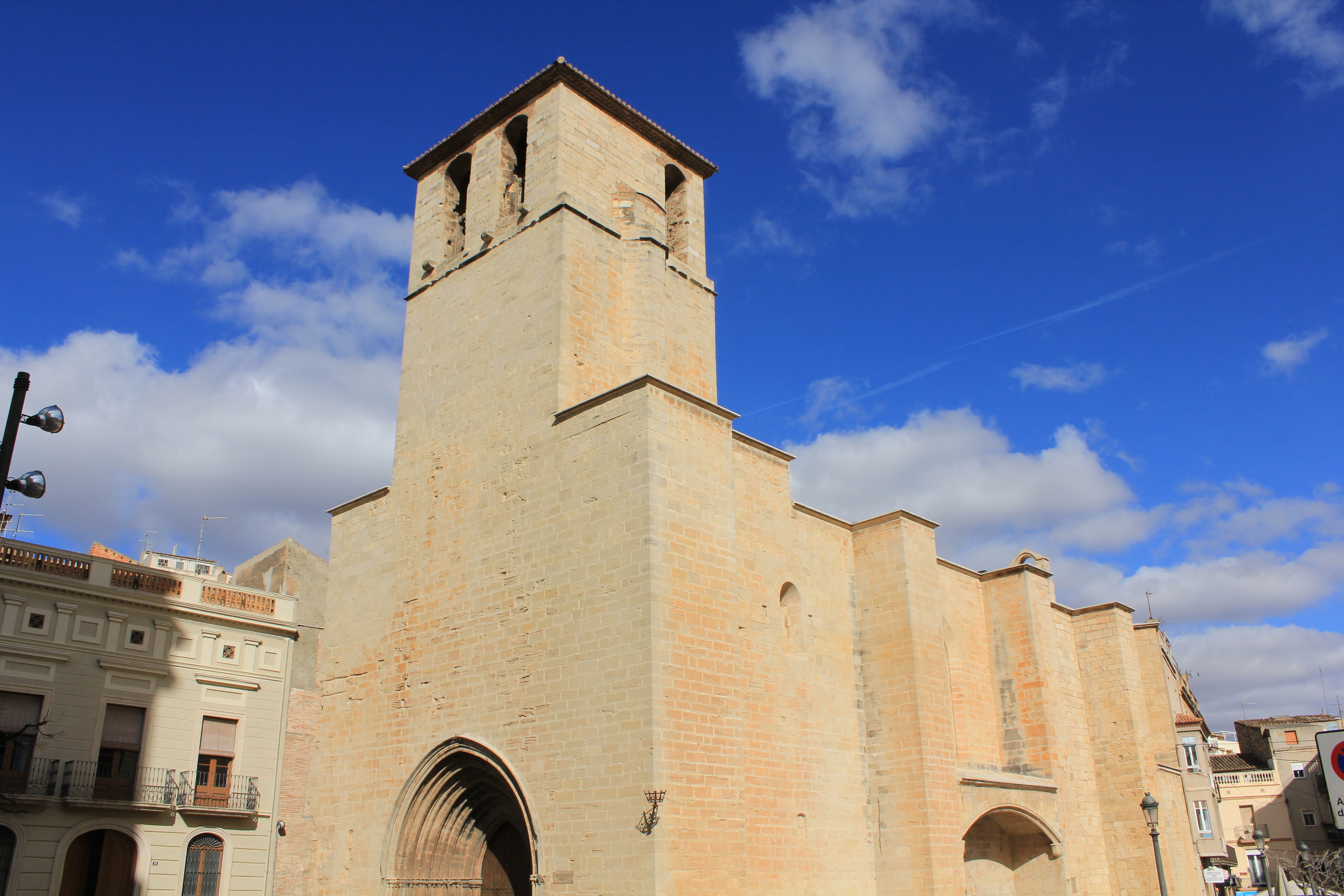
Michaeliskirche
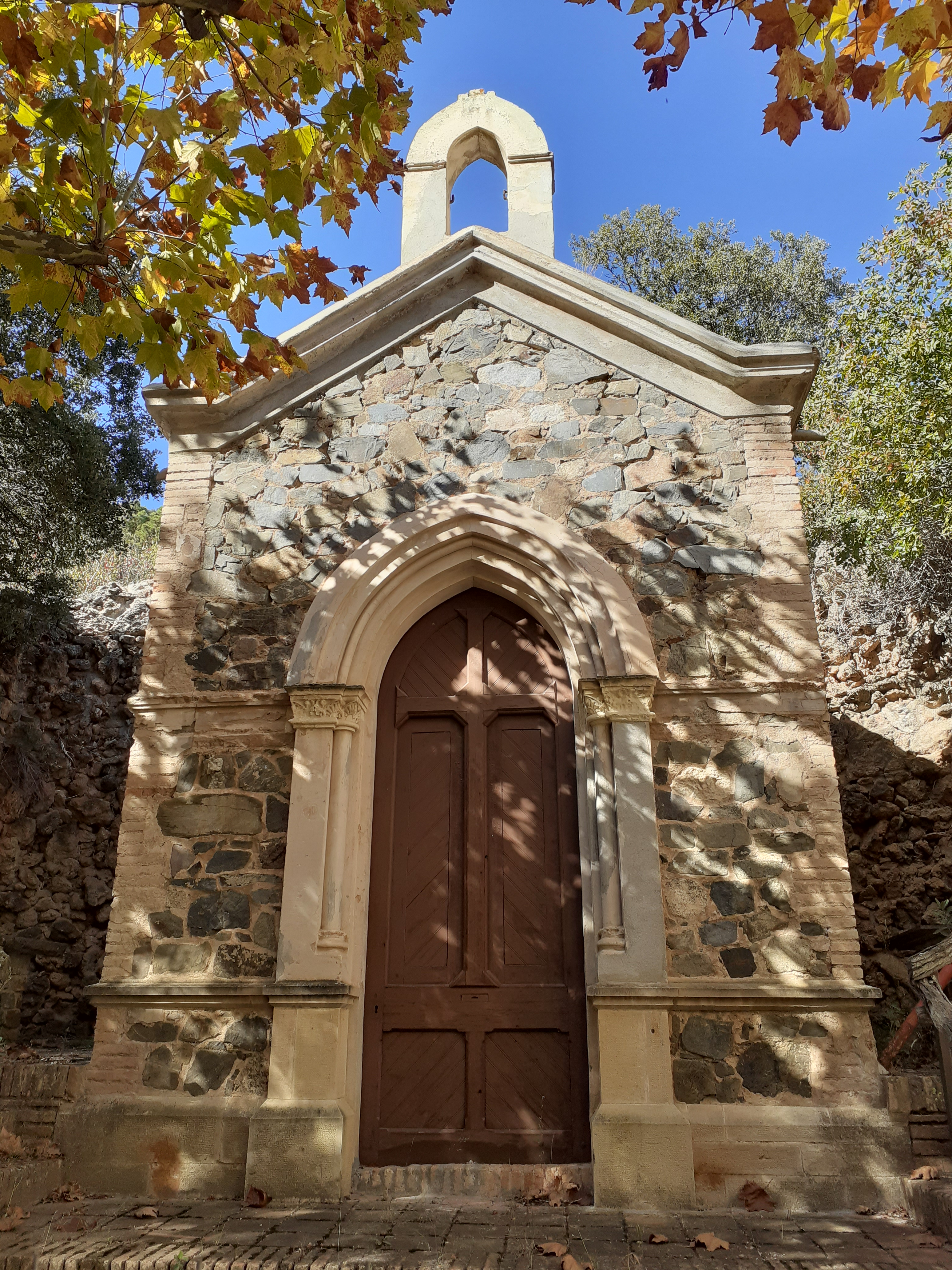
Dreifaltigkeitskirche
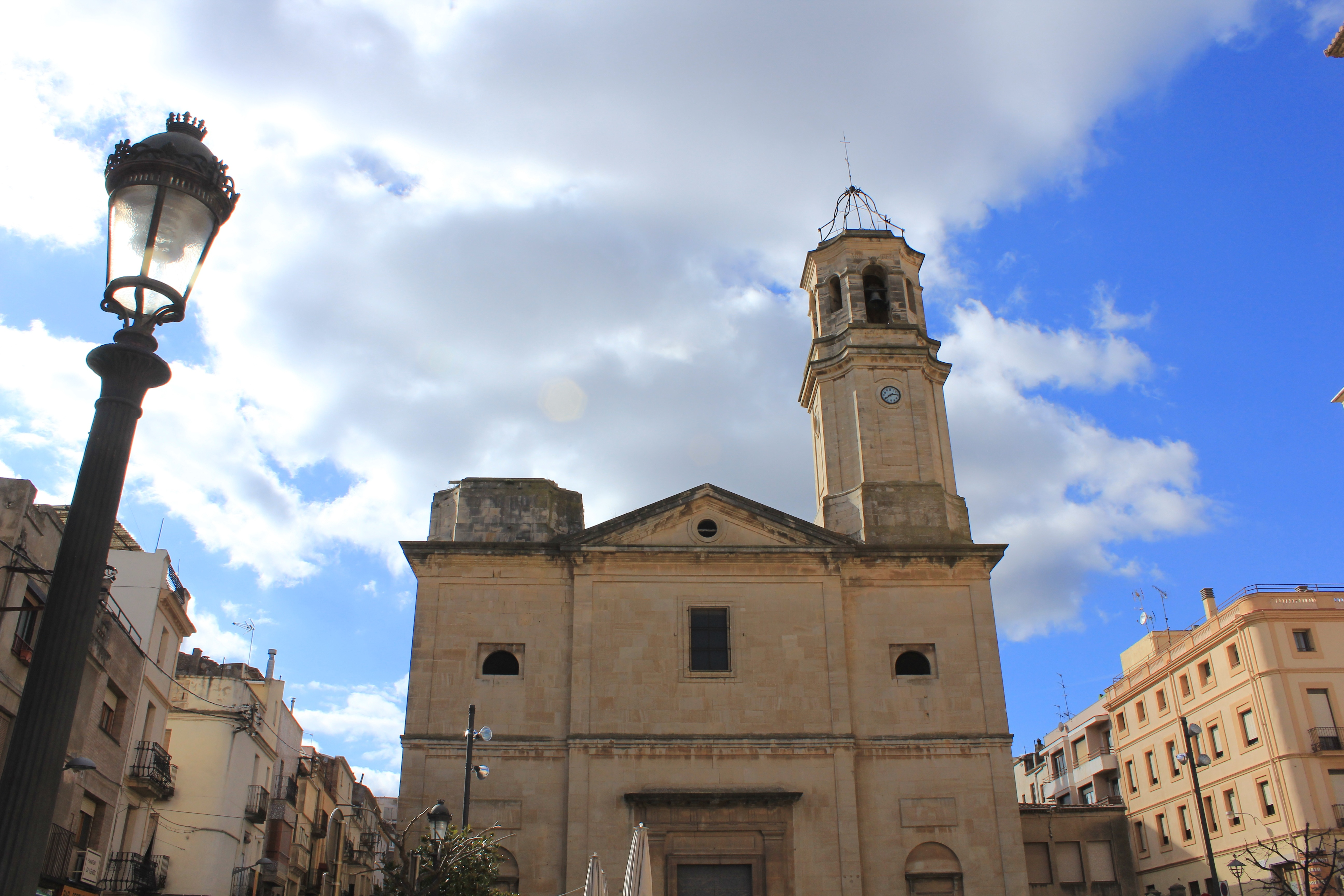
Neue Kirche
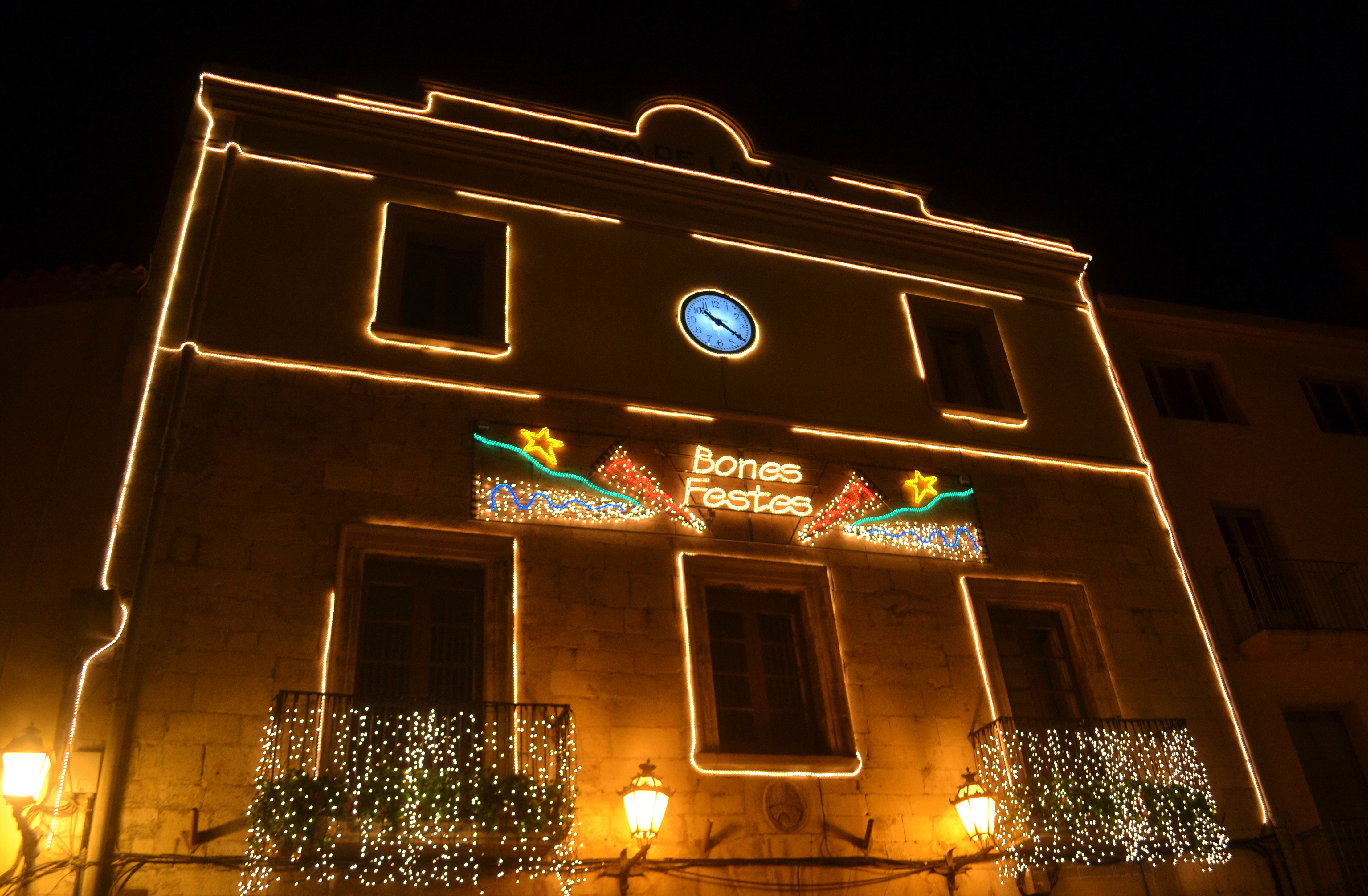
Rathaus

- Michaeliskirche
- Dreifaltigkeitskirche
- Neue Kirche
- Rathaus

## Trivia
Nach der Gemeinde ist der Asteroid (284029) Esplugafrancoli benannt.